# تشيرتشي مايا
تشيرتشي مايا (بالإسبانية: Circe Maia)‏ (29 يونيو 1932، مونتفيدو في الأوروغواي)؛ كاتِبة، مترجمة وشاعرة .